# Шибеницько-Книнська жупанія
Ши́беницько-Кни́нська жупа́нія (хорв. Šibensko-kninska županija) — жупанія на півдні Хорватії, розташована в середній Далмації між центральною частиною хорватського Адріатичного узбережжя та Динарськими Альпами. Включає також 242 острови та національні парки Крка і Корнати. Дістала назву від двох найбільших міст жупанії Шибеника, який і обрано столицею, та Книна.

## Географія
На сході і південному сході жупанія межує зі Сплітсько-Далматинською жупанією, на північному заході та заході — з Задарською жупанією. На сході має кордон з Мусульмансько-хорватською федерацією Боснії і Герцеговини, а на заході омивається Адріатичним морем. Рельєф досить гористий. З 242 островів Шибеницького і Корнатського архіпелагів, включених до складу жупанії, лише деякі заселені, а найбільші з них — Муртер, Корнат і Жир'є. Майже через усю територію жупанії протікає річка Крка — від витоку на схилах Динар аж до гирла в Шибенику.

## Населення
До розпаду Югославії, в 1991 році у Шибеницько-Книнській жупанії проживало 150 929 людей, з яких хорвати становили 61,7 %, а серби — 34,2 %.
Згідно з даними перепису 2001 р., на території жупанії проживало 112 891 осіб, що становило 2,6 % загальної кількості населення Хорватії, а співвідношення двох основних національних груп мало такий вигляд: 88,44 % хорватів і 9,06 % сербів.
Національний склад населення жупанії наведено нижче:
| нації    | чисельність | відсоток |
| -------- | ----------- | -------- |
| хорвати  | 99 838      | 88,44 %  |
| серби    | 10 229      | 9,06 %   |
| албанці  | 322         | 0,29 %   |
| словенці | 143         | 0,13 %   |
| босняки  | 142         | 0,13 %   |

## Адміністративний поділ
Жупанію створено з територій довоєнних муніципалітетів Шибеник, Дрниш і Книн. Після початкового розподілу територія муніципалітету Книн належала до Задарсько-Книнської жупанії, однак 1997 року її було передано цій жупанії, яка первісно називалася Шибенська жупанія Нині жупанія поділяється на 19 муніципальних утворень: 5 міст і 15 громад.

### Міста
| місто    | жителів |
| -------- | ------- |
| Дрниш    | 8 595   |
| Книн     | 15 190  |
| Скрадин  | 3 986   |
| Шибеник* | 51 553  |
| Водиці   | 9407    |

* У кількості жителів міста за 2001 рік враховано і мешканців нині самостійної громади Біліце.

### Громади
| громада        | жителів |
| -------------- | ------- |
| Билиці*        | 2 179   |
| Бискупія       | 1 669   |
| Цивляне        | 137     |
| Ервеник        | 988     |
| Києво          | 533     |
| Кистанє        | 3 038   |
| Муртер-Корнати | 2 075   |
| Пироваць       | 1 846   |
| Примоштен      | 2 992   |
| Промина**      | 1 317   |
| Рогозниця      | 2 391   |
| Ружич***       | 1 775   |
| Тисно          | 3 239   |
| Трибунь        |         |
| Унешич         | 2 160   |

* На час перепису ще не була самостійною громадою, а частиною міста Шибеник.

** Осідок громади — Оклай

*** Осідок громади — Градаць